# Dohrniphora luteifrons
Dohrniphora luteifrons är en tvåvingeart som beskrevs av Borgmeier 1923. Dohrniphora luteifrons ingår i släktet Dohrniphora och familjen puckelflugor. Inga underarter finns listade i Catalogue of Life.